# Aspidium richardii
Aspidium richardii là một loài dương xỉ trong họ Tectariaceae. Loài này được Hook. mô tả khoa học đầu tiên năm 1862.
Danh pháp khoa học của loài này chưa được làm sáng tỏ. 